# IC 2924
IC 2924 је појединачна звијезда у сазвјежђу Лав која се налази на листи објеката дубоког неба у Индекс каталогу.
Деклинација објекта је + 9° 1' 26" а ректасцензија 11h 32m 52,3s.